# KMT-2015-1
KMT-2015-1 est un système planétaire découvert en 2015 et constitué d'une étoile naine rouge autour de laquelle orbite une planète géante.

## KMT-2015-1, le système
Le système est découvert en 2015 grâce au Korea Microlensing Telescope Network (KMTNet) qui a repéré un événement de microlentille gravitationnelle, baptisé KMT-2015-BLG-0048, survenu en février-mars 2015